# Cherry Ann Murray
Pour les articles homonymes, voir Murray.
 (mars 2023).
Cherry A. Murray, docteur en physique, est professeure de physique et directrice de l'Institut Biosphere2 à l'Université de l'Arizona à Tucson. Elle est professeure émérite de technologie et de politique publique Benjamin Peirce à la Harvard School of Engineering and Applied Sciences (SEAS), dont elle est doyenne.
En 2009, elle est présidente de la Société américaine de physique (APS) et présidente de la division de l'ingénierie et des sciences physiques du Conseil national de la recherche,. En octobre 2014, elle a annoncé par un courriel à la communauté de Harvard qu'elle quitterait son poste à la fin de l'année, un doyen intérimaire devant être nommé par le doyen de la SEAS, Michael Smith, et un doyen permanent à la suite d'une recherche officielle.

## Biographie

### Jeunesse et éducation
Née à Fort Riley, au Kansas, et fille de diplomate, Cherry Murray vit aux États-Unis, au Japon, au Pakistan, en Corée du Sud et en Indonésie pendant son enfance. Cherry Murray obtient son diplôme de premier cycle en physique en 1973 au Massachusetts Institute of Technology, d'où elle obtient son doctorat en physique en 1978. Elle a ensuite mené des recherches postuniversitaires et postdoctorales sur l'ultravide et la physique des surfaces, étudiant les phonons de surface du verre vycor poreux avec le professeure Thomas J. Greytak de 1974 à 1978. Pendant cette période, elle reçoit une bourse d'études supérieures IBM de 1975 à 1977.

### Carrière
Cherry Murray publie plus de 70 articles dans des revues à comité de lecture et détient deux brevets dans le domaine du stockage optique de données en champ proche et de la technologie d'affichage optique. Ses recherches actuelles portent principalement sur l'utilisation de la diffusion de la lumière, la matière condensée molle et les fluides complexes. Avant sa nomination au SEAS le 1er juillet 2009, Cherry Murray était directrice associée principale pour la science et la technologie au Lawrence Livermore National Laboratory et avait auparavant occupé de nombreux postes de recherche et de direction aux Bell Laboratories (le dernier en tant que vice-présidente principale pour les sciences physiques et la recherche sans fil).
M. Cherry Murray fait partie de plus de 80 comités consultatifs scientifiques nationaux et internationaux, de conseils d'administration et de panels du Conseil national de la recherche (CNR). Cherry Murray a également été élue à la National Academy of Sciences, à l'American Academy of Arts and Sciences et à la National Academy of Engineering. Elle est également membre de l'American Association for the Advancement of Science et du California Council on Science and Technology. En 2002, le magazine Discover a reconnu Cherry Murray comme l'une des 50 femmes les plus importantes dans le domaine de la science. En outre, en 1989, Murray a remporté le prix Maria Goeppert-maier de l'APS pour l'accomplissement exceptionnel d'une femme physicienne au début de sa carrière, et en 2005, elle reçoit le prix George E. Pake de l'APS en reconnaissance d'un travail exceptionnel combinant des réalisations de recherche originales avec un leadership et un développement dans l'industrie.
Le 14 juin 2010, Cherry Murray est nommée par Barack Obama à la National Commission on the BP Deepwater Horizon Oil Spill and Offshore Drilling à la suite de la marée noire de Deepwater Horizon.
Cherry Murray est l'un des orateurs principaux du Congrès des futurs leaders en sciences et technologies de 2015.
Le 18 décembre 2015, Cherry Murray est assermentée en tant que directrice de l'Office of au ministère de l'Énergie. Elle a occupé ce poste jusqu'au 13 janvier 2017.